# Howard Davies (Sprinter)
Howard Davies (Howard Granville Davies; * 5. August 1944 in Newport) ist ein ehemaliger britischer Sprinter.
1966 scheiterte er für Wales startend bei den British Empire and Commonwealth Games in Kingston über 220 Yards und 440 Yards im Vorlauf.
Bei den Olympischen Spielen 1968 in Mexiko-Stadt kam er über 400 m nicht über die erste Runde hinaus.
1970 erreichte er bei den British Commonwealth Games in Edinburgh über 200 m das Viertelfinale und kam mit der walisischen Mannschaft auf den fünften Platz in der 4-mal-100-Meter-Staffel.

## Persönliche Bestzeiten
- 100 m: 10,7 s, 1968
- 200 m: 20,8 s, 27. September 1968, Mexiko-Stadt
- 440 Yards: 46,98 s, 13. Juli 1968, London (entspricht 46,72 s über 400 m)